# Nicola Consoni
Nicola Consoni, né en 1814 à Ceprano − mort le 21 décembre 1884 à Rome, est un peintre italien. Il a réalisé surtout des sujets sacrés et historiques.